# Enrico Masi
Enrico Masi (Valsamoggia, 1983) è un regista cinematografico italiano.

## Biografia
Dopo le lauree in Lettere Moderne e Cinema all'interno dell'Università di Bologna, consegue il dottorato di ricerca in Scienze pedagogiche con una tesi sull'impatto dei mega eventi nei contesti metropolitani.
Ha maturato uno sguardo rivolto alle tematiche culturali della post-modernità e all'impatto sociale dei fenomeni del novecento e del terzo millennio. Nelle sue opere si manifestano l'interesse per i concetti di resilienza e sacrificio dei ceti più poveri, l'antropologia visuale e architettonica, la ricerca espressiva ed autoriale del linguaggio filmico.
Debutta nel 2009 con Khalid, premiato al CNR di Roma; nel 2012 realizza In Calabria o del Futuro Perduto. Come autore in progetti collettivi, ha firmato La Situation Est Claire (2007), Ulisse Futura (2011) insieme a Stefano Croci, I Colonnelli di Roma (2012) e Sinai – un altro passo sulla terra (2014), in concorso alla sezione corti del Torino Film Festival.
Il suo primo lungometraggio, The Golden Temple, racconta dello stravolgimento della vita degli abitanti di Londra in seguito alla riqualificazione urbana in concomitanza con i giochi olimpici. L'opera è stata presentata alle Giornate Degli Autori della 69ª Mostra internazionale d'arte cinematografica di Venezia.
Nel 2016 realizza Lepanto – Ultimo Cangaceiro storia che integra la documentazione degli effetti dei giochi olimpici e dei mondiali di calcio in Brasile sui quartieri più disagiati di Rio de Janeiro e sulle popolazioni indigene.
Nel 2019 conclude la trilogia con Shelter – Farewell to Eden, storia dell'odissea di una transgender filippina in Europa, alla ricerca di una casa e un lavoro, co-prodotto con Rai Cinema e Istituto Luce. Il film è stato presentato in festival come Cinéma du Réel, CPH:DOX e Doclisboa. In linea con il progetto, realizza un audio documentario trasmesso da Rai Radio 3, Racconti dalla Frontiera, sulla trasformazione in atto a Ventimiglia a causa dei fenomeni migratori odierni.

## Filmografia
- La situation est claire (2007)
- Khalid (2009)
- Ulisse futura (2011)
- In Calabria o del futuro perduto (2012)
- I colonnelli di Roma (2012)
- The Golden Temple (2012)
- Se la decrescita è anche uno spazio (2014)
- Sinai - un altro passo sulla terra (2014)
- Lepanto - Ultimo cangaceiro (2016)
- Shelter - Addio all'eden (2019)
- Lucus a lucendo - A proposito di Carlo Levi - con Alessandra Lancellotti (2019)
- Terra Incognita (2024)